# Ana Ortega Molina
Ana Ortega Molina (Madrid, 1983) es una investigadora española, especializada en biomedicina, concretamente en el estudio de los linfomas agresivos y el papel del metabolismo en el cáncer y el envejecimiento. Es directora del laboratorio de Metabolismo en Cáncer y Envejecimiento en el Centro de Biología Molecular Severo Ochoa (CBMSO-CSIC) y académica de número de la Academia Joven de España (AJdE), desde 2024.

## Trayectoria
Se licenció en bioquímica en la Universidad Autónoma de Madrid (UAM) en 2006. A continuación, realizó su doctorado en el Centro Nacional de Investigaciones Oncológicas (CNIO), especializándose en biología molecular. Se doctoró en 2012 con la tesis titulada Nuevas funciones del supresor de tumores PTEN en metabolismo y envejecimiento, en la que intenta demostrar que reducir una vía de señalización celular específica puede alargar la vida, prevenir enfermedades como el cáncer y la obesidad, y aumentar el gasto energético en mamíferos. En 2012 se trasladó a Estados Unidos para realizar su formación postdoctoral en el centro de investigación oncológica Memorial Sloan Kettering Cancer Center (MSKCC) de Nueva York para continuar su formación. Allí se especializó en el estudio de linfomas, un tipo de cáncer que afecta al sistema linfático. 
A su regreso a España, en 2016, volvió al CNIO, donde trabajó en distintos proyectos relacionados con el metabolismo celular y su relación con el cáncer, y estudió el papel de las proteínas RagC en el desarrollo y patogénesis del linfoma folicular. Desde septiembre de 2021, gracias a un programa de apoyo a jóvenes investigadores, un contrato Ramón y Cajal, dirige su propio grupo de investigación en el Centro de Biología Molecular Severo Ochoa (CBMSO-CSIC). Su equipo estudia cómo las células cancerosas obtienen energía y cómo este proceso puede convertirse en una debilidad que permite atacarlas. En particular, se enfoca en linfomas de células B de alto grado, que son formas especialmente agresivas de esta enfermedad. El objetivo es encontrar nuevas estrategias terapéuticas que mejoren el tratamiento de estos pacientes.

## Reconocimientos
En 2018, Ana Ortega Molina fue galardonada con el premio L'Oréal-UNESCO a Mujeres en Ciencia por su investigación sobre la implicación de la vía de señalización mTOR1 en el linfoma folicular y la autoinmunidad. Este reconocimiento forma parte de un programa internacional destinado a promover la visibilidad de las mujeres en la ciencia y apoyar el desarrollo de sus carreras. En 2022 recibió el Premio Margarita Salas para Jóvenes Investigadores, otorgado por la Comunidad de Madrid, que distingue la trayectoria de científicos menores de 40 años con proyección en su ámbito de especialización. Ese mismo año, obtuvo una Beca Leonardo de la Fundación BBVA, destinada a apoyar a investigadores y creadores culturales en estadios intermedios de sus carreras.
En 2023, su grupo obtuvo una ayuda LAB AECC de la Asociación Española Contra el Cáncer (AECC) que conceden un apoyo económico a proyectos pioneros en investigación oncológica. Al año siguiente, en junio de 2024, fue nombrada académica de número de la Academia Joven de España, una institución que promueve la investigación y la formación científica como motores del desarrollo social y económico.